# Sant Llorenç Savall
Pour les articles homonymes, voir Llorenç.
Sant Llorenç Savall est une commune de la province de Barcelone, en Catalogne, en Espagne, de la comarque de Vallès Occidental